# 岡山縣共生高等學校
岡山縣共生高等學校（日语：岡山県共生高等学校／おかやまけんきょうせいこうとうがっこう）是一所位於日本岡山縣新見市的高等學校。
該校的硬式野球部（棒球社）在2020年廢止之前，招收了許多來自台灣的留學生，當中有數名部員在畢業後成為職業球員，被媒體稱為「共生幫」。

## 沿革

### 年表
- 1951年 - 阿哲高等技藝學校創立。
- 1954年 - 新見改制為市，學校改名為新見高等技藝學校，並制定校歌、校旗。
- 1962年 - 學校法人新見學園成立獲得認可。
- 1958年 - 搬遷至現址。
- 1969年 - 學校法人更名為新見女子專門學園，校名也隨之更改為新見女子高等學校。
- 1980年 - 改制成為全日制學校。
- 1991年 - 設置普通科。
- 1996年 - 更名岡山縣共生高等學校，實施男女共學。

## 學科
- 普通科

## 對外關係
岡山共生高校與同樣位於岡山縣內的學校法人順正學園有合作關係，學生有機會至順正學園所屬的吉備國際大學觀摩學習。

## 交通資訊
- JR西日本新見車站徒步約15分鐘。
- 中國自動車道新見IC駕車約5分鐘。

## 知名畢業校友

### 日本職棒
- 李杜軒
- 吳念庭
- 廖任磊
- 伊原正樹（日语：伊原正樹）

### 中華職棒
- 陳傑憲
- 謝修銓
- 黃紹熙

### 其他
- 李亞璇（藝名「艾璐」，啦啦隊員）

## 外部連結
- 岡山縣共生高等學校官方網站 （页面存档备份，存于）
- 岡山縣共生高等學校的X（前Twitter）